# Nordine Taleb
Nordine Taleb, född 10 juni 1981 i Saint-Tropez, är en fransk MMA-utövare som 2014–2019 tävlade i organisationen Ultimate Fighting Championship.